# Гавардо
Гава̀рдо (на италиански: Gavardo, на източноломбардски: Gaàrd, Гаард) е град и община в Северна Италия, провинция Бреша, регион Ломбардия. Разположен е на 199 m надморска височина. Населението на общината е 11 936 души (към 2013 г.).